# Globba marantina
Globba marantina är en enhjärtbladig växtart som beskrevs av Carl von Linné. Globba marantina ingår i släktet Globba och familjen Zingiberaceae. Inga underarter finns listade i Catalogue of Life.

## Bildgalleri

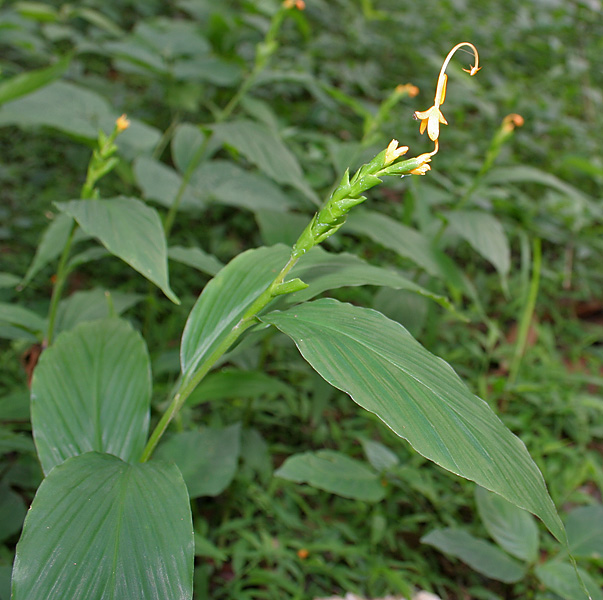
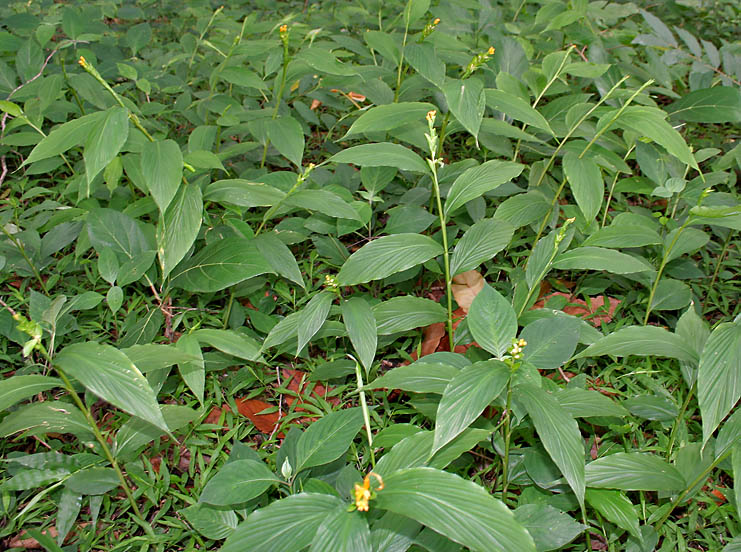
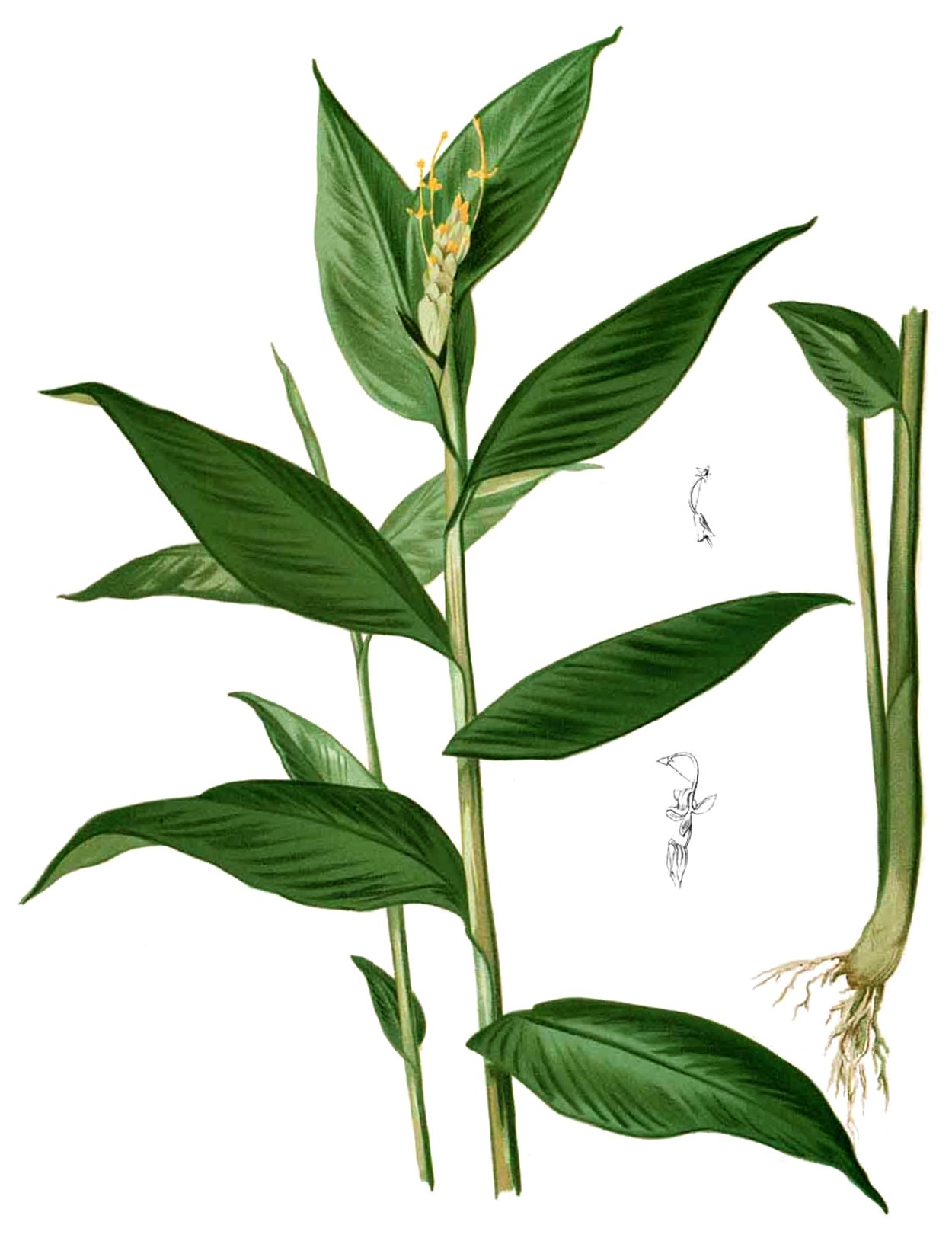
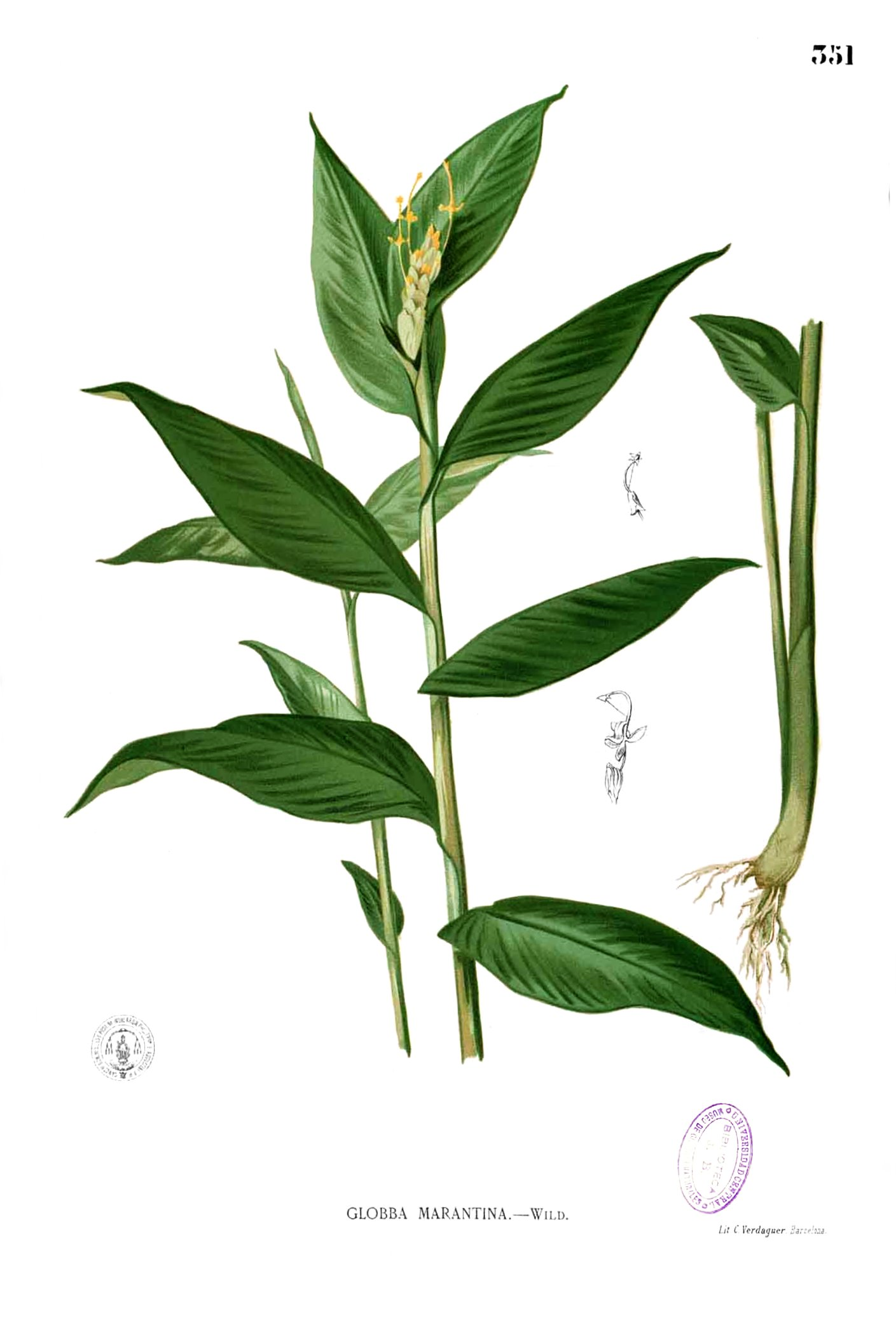